# Конец романа (фильм, 1999)
«Конец романа» (англ. The End of the Affair) — художественный фильм 1999 года по одноимённой повести (1951) Грэма Грина, снятый Нилом Джорданом с участием звёзд мирового экрана Рэйфа Файнса, Джулианны Мур и Стивена Ри.

## Сюжет
Писатель Морис Бендрикс (Рэйф Файнс) начинает свой закадровый рассказ с того, что одну из своих книг он начал со строчки: «Это — дневник ненависти».
Как-то дождливым лондонским вечером 1946 года Бендриксу представился случай встретиться с Генри Майлзом (Стивен Ри), мужем его бывшей любовницы Сары (Джулианн Мур). Два года назад она внезапно оборвала их отношения, но Бендрикс не перестает думать о Саре и ревновать её.
На фоне событий 1946 года время от времени в историю вплетаются ретроспективные кадры военного времени, рассказывающие о романе Бендрикса с Сарой. Когда Генри доверительно сообщает Бендриксу, что подозревает, что у Сары есть с кем-то роман, то Бендрикс полагает, что у неё кто-то ещё есть помимо него. С целью обнаружения «соперника» Бендрикс нанимает неуклюжего, но любезного сыщика Паркиса (Иэн Харт), который в своей работе использует своего сына-подростка с большим родимым пятном на лице (Сэм Боулд). Сара просит Бендрикса о встрече с тем, чтобы поговорить о Генри. Их вежливая, но прохладная встреча теперь так отличается от того, что с ними творилось раньше…
Бендрикс узнает от Паркиса о том, что Сара регулярно посещает священника (Джейсон Айзекс), хотя мужу при этом говорит о том, что ходит к дантисту. Это заставляет Бендрикса делаться всё более подозрительным и ревнивым. Ретроспективные кадры показывают как Бендрикс ревнует Сару к Генри, и о том, как он просит Сару оставить его.
Хотя Сара и Бендрикс всячески выражают свою любовь друг к другу, их роман внезапно обрывается, когда в здание, где любовники находятся вместе, попадает бомба. Когда Бендрикс выходит в прихожую, бомба взрывается, Бендрикс падает с высоты на лестницу и пробуждается не сразу, и хотя окровавленный, но без серьёзных повреждений. Он поднимается наверх в комнату и видит, как потрясена Сара от того, что он остался жив. Бендрикс обвиняет Сару в том, что она испытывает разочарование от того, что он выжил, — и она уезжает, говоря ему: «Любовь не заканчивается, только потому что мы не видим друг друга».
В 1946 году Паркису удаётся выкрасть дневник Сары, и он передаёт его Бендриксу; записи раскрывают их любовный роман в том свете, как его воспринимала Сара. Оказывается после того, как Бендрикс был контужен бомбой, Сара сбегала вниз, и обнаружила его бездыханного. После того, как её попытки привести его в сознание не увенчались успехом, она побежала наверх и начала неистово молиться о том, чтобы Бог совершил чудо и не отнимал жизнь Бендрикса. В качестве жертвы Сара обещает Богу, что она прекратит видеться с Бендриксом, если тот вернется к жизни, — и тут в комнату входит окровавленный Бендрикс.
Прочитав обо всём этом в дневнике, Бендрикс понял, почему Сара прекратила их встречи. Потрясенный тем, что он узнал, Бендрикс постоянно преследует Сару и умоляет её возобновить отношения. В конце концов, Сара признается Бендриксу, что, хотя она и правильно жила всё это время, но без него она сама была мертва, и что, несмотря на все свои усилия, она больше уже не может заставить себя сдерживать своё обещание Богу. В этот момент Генри, узнавший о том, что у Бендрикса с Сарой роман, отчаянно просит Сару не оставлять его. Но, будучи побеждённой уговорами Бендрикса, Сара соглашается уехать с ним на выходные. В это время Генри узнает от лечащего врача о неизлечимой болезни Сары и разыскивает пару, чтобы сообщить им об этом.
Бендрикс остается с Генри и Сарой, чтобы быть с ней рядом в её последние дни. На её похоронах Паркис сообщает Бендриксу, что случайная встреча его сына с Сарой излечила мальчика от родимого пятна на щеке. В доме Генри Бендрикс заканчивает свою книгу, и становится ясно, что этот «дневник ненависти» был адресован к Создателю. В то время как Саре не требовалось видеть Бога, чтобы любить его, Бендрикс, уже будучи убеждён в Его бытии, просит Создателя только о том, чтобы Он простил ему всё и даровал вожделенный покой…

## В ролях
| Актёр            | Роль                   |
| ---------------- | ---------------------- |
| Рэйф Файнс       | Морис Бендрикс         |
| Джулианна Мур    | Сара Майлз             |
| Стивен Ри        | Генри Майлз            |
| Иэн Харт         | мистер Паркис          |
| Джейсон Айзекс   | отец Ричард Смит       |
| Хизер-Джей Джонс | девушка Генри          |
| Джеймс Болэм     | мистер Сэвэдж          |
| Сэм Боулд        | Лэнс Паркис            |
| Сирил Шэпс       | официант               |
| Пенни Морелл     | хозяйка дома Бендрикса |
| Дебора Финдли    | мисс Смайт             |

## Награды и номинации
- 2000 — 2 номинации на премию «Оскар»: лучшая женская роль (Джулианна Мур), лучшая операторская работа (Роджер Прэтт)
- 2000 — 4 номинации на премию «Золотой глобус»: лучший фильм — драма, лучший режиссёр (Нил Джордан), лучшая женская роль — драма (Джулианна Мур), лучшая музыка к фильму (Майкл Найман)
- 2000 — премия BAFTA за лучший адаптированный сценарий (Нил Джордан), а также 9 номинаций: лучший фильм (Стивен Вулли, Нил Джордан), лучший режиссёр (Нил Джордан), лучшая мужская роль (Рэйф Файнс), лучшая женская роль (Джулианна Мур), лучшая музыка к фильму (Майкл Найман), лучшая операторская работа (Роджер Прэтт), лучший грим и причёски (Кристин Беверидж), лучший дизайн костюмов (Сэнди Пауэлл), лучшая работа художника—постановщика (Энтони Прэтт)
- 2000 — номинация на премию Гильдии киноактёров США за лучшую женскую роль (Джулианна Мур)